# Ramb III
Pour les articles homonymes, voir Kiebitz (homonymie).
Le Ramb III est un ancien bananier italien devenu croiseur auxiliaire de la Regia Marina et confisqué le 9 septembre 1943 à Trieste par l'Allemagne nazie.
Entre 1943 et 1944, il est renommé Kiebitz et devient un mouilleur de mines de la Kriegsmarine, durant la Seconde Guerre mondiale. 

Touché par l'une de ses propres mines, il rejoint de port de Fiume où il est coulé par l'aviation alliée. Renfloué après la guerre, il devient de 1952 à 1991 le Galeb, navire-école de la marine yougoslave et yacht présidentiel de Josip Broz Tito.

## Histoire
Le Ramb III est le troisième d'une série de quatre bananiers construits au chantier Gio. Ansaldo & C. à Gênes pour la Regia Azienda Monopolio Banane (RAMB), compagnie de transport de bananes vers l'Europe en provenance de Somaliland, d'Érythrée et de l'Afrique orientale italienne. Toutefois la conception du Ramb III a permis qu'il soit réaménagé, en cas de guerre, en croiseur auxiliaire pour le pillage des navires de commerce ennemis.

## Contexte et construction
Dans la seconde moitié des années trente, le ministère des Colonies du royaume d'Italie, ayant la nécessité de transporter sur le territoire métropolitain les bananes produites en Somalie, alors colonie italienne, a commandé quatre unités suffisamment autonomes pour effectuer le trajet de Mogadiscio à Naples sans arrêts intermédiaires et à pleine charge. Sur la base de ces besoins, quatre navires frigorifiques ont été construits pour être exploités par la Regia Azienda Monopolio Banane (RAMB, basée à Rome), deux dans le CRDA de Monfalcone et deux, dont le Ramb III, dans le chantier Ansaldo de Gênes-Sestri Ponente. Achevé en avril 1938, le Ramb III a été enregistré sous le numéro 2190 au Compartimento Marittimo de Gênes.
Navires de taille moyenne mais très modernes pour l'époque, les quatre Ramb, ont été conçus par l'ingénieur Luigi Barberis, major général du génie naval. Equipés de quatre cales et de quinze pics de cargaison (douze de 5 tonnes, un de 30 tonnes à l'avant, un de 15 tonnes à l'arrière et un de 1500 kg pour l'appareil moteur), ils pouvaient embarquer 2 418 tonnes de cargaison, ainsi que douze passagers, dont deux dans des appartements de luxe avec chambre, salon et services et dix dans des dortoirs à deux lits, dont l'un disposait d'une salle de bain, tandis que pour les autres il y avait une salle de bain tous les deux dortoirs. Le navire était également équipé d'un pont réservé exclusivement aux passagers (distinct de ceux de l'équipage), d'une salle à manger avec vue sur tous les côtés sauf la poupe, et de deux vérandas vitrées-fumeurs. Les logements des passagers étaient également climatisés.
L'appareil de propulsion était composé de deux moteurs diesel FIAT de 6 800 à 7 200 CV, selon les sources, qui actionnaient deux hélices permettant une vitesse de croisière décente de 17-18 nœuds et un maximum de 19,5 nœuds Le navire avait une réserve de 1 250 tonnes de naphte.
Au début de la guerre, sur la base de dispositions législatives, la possibilité de les transformer en croiseurs auxiliaires est prévue, avec 4 canons de 120/40 mm sur le pont. Les matériaux pour la militarisation des navires étaient stockés à Massaua pour deux unités et à Naples pour les deux autres.
Pendant les deux années de paix au cours desquelles il a opéré, le Ramb III a été employé pour transporter des bananes de la Somalie vers l'Italie.

## Service

### Ramb III
Le 10 juin 1940, à la date de l'entrée de l'Italie dans la Seconde Guerre mondiale, le Ramb III était le seul des quatre navires des 4 Ramb à se trouver en Méditerranée, tandis que les trois autres se trouvaient en mer Rouge, donc sans aucune possibilité de liaison avec le territoire métropolitain. Le lendemain de la déclaration de guerre, le 11 juin 1940, le Ramb III est réquisitionné à Gênes par la Regia Marina et inscrit dans le rôle de la flotte auxiliaire de l'État avec la caractéristique D 6. Transformé en croiseur auxiliaire avec l'embarquement d'un armement composé de quatre canons de 120/45 mm et de deux mitrailleuses de 13,2 mm (pour d'autres sources quatre canons de 20/70 mm; plus tard ont été ajoutés aussi des lanceurs de bombes pour les grenades sous-marines), l'unité était utilisée pour escorter des convois.
À partir du 19 juin 1940, le navire est affecté aux escortes de convois entre l'Italie et la Libye. Le 25 juin 1940, le croiseur auxiliaire et les torpilleurs Orsa et Procione escortent de Naples à Tripoli les transports de troupes Esperia et Victoria: c'est le premier convoi pour la Libye.
Après un seul voyage de Naples à Tripoli avec de la viande congelée, le croiseur auxiliaire a été transféré dans la mer Adriatique inférieure, avec des fonctions d'escorte de convois quittant Bari pour la Grèce et l'Albanie. Durant cette période, l'unité a effectué de nombreuses missions d'escorte, seule ou avec l'ancien torpilleur Nicola Fabrizi.
Dans la nuit du 3 au 4 octobre 1940, le Ramb III escorte un convoi composé des paquebots Antonietta Costa, Oreste et Premuda de Durazzo à Bari,,. Pendant la navigation, vers 3h30 du matin le 4 octobre, le Antonietta Costa, à la position géographique de 41° 28′ N, 18° 05′ E (environ soixante milles à l'est/nord-est de Bari), a heurté un objet immergé : une violente explosion sous-marine s'est ensuivie, qui a secoué et légèrement endommagé le Antonietta Costa et a été fortement ressentie également par tous les autres navires,. Après des vérifications ultérieures, il s'est avéré que le navire marchand avait probablement éperonné et coulé le sous-marin britannique HMS Rainbow,.
Le 21 octobre (ou en novembre) 1940, le Ramb III est déployé à Brindisi et placé sous le commandement de "Maritrafalba" (Haut commandement du trafic avec l'Albanie), étant ainsi employé, ainsi que les croiseurs auxiliaires Capitano A. Cecchi, Lago Tana et Lago Zuai, dans des missions d'escorte de convois à destination et en provenance d'Albanie et de Grèce.
Affecté aux "forces spéciales" destinées à un débarquement prévu à Corfou (auquel auraient participé le régiment d'infanterie de marine "San Marco" et la 47e division d'infanterie "Bari"), le Ramb III a pris la mer le 31 octobre 1940 avec le reste de cette force (les anciens destroyers Mirabello et Riboty, les vieux croiseurs légers Bari et Taranto, les vieux torpilleurs Prestinari, Castelfidardo, Curtatone, Calatafimi, Monzambano, Confienza, Solferino, Cantore, Fabrizi, Medici, Stocco, les croiseurs auxiliaires Capitano A. Cecchi, Lago Zuai et Lago Tana, 4 MAS (Motoscafo armato silurante)) de la XIIIe Flottille et trois pétroliers de la classe Sesia - ces derniers avec à bord les hommes du Régiment "San Marco", tandis que la Division "Bari", gardée en réserve, aurait embarqué à Valona sur quatre convois de vapeurs et de bragozzi), mais le lendemain, l'opération (qui aurait dû avoir lieu le 2 novembre et qui a également bénéficié de l'appui et de l'escorte des croiseurs légers des IVe et VIIe divisions et de leurs destroyers) a été annulée et les navires ont débarqué les troupes à Vlora.
A 22h30 le 11 novembre 1940, le Ramb III, sous le commandement du capitaine de frégate Francesco De Angelini, a quitté Vlora pour escorter dans les Pouilles, avec le torpilleur Nicola Fabrizi, un convoi de quatre navires marchands (les cargos Premuda, Capo Vado et Antonio Locatelli, le navire à moteur pour passagers Catalani),. Après avoir traversé les champs de mines, le convoi, qui avance à 8 nœuds avec une excellente visibilité (la lune est presque pleine), est aperçu à 1h15 du 12 novembre, à 12-15 miles par 315° de Saseno, par la 7th Cruiser Division (7e division de croiseurs) britannique (les croiseurs légers HMS Orion et HMAS Sydney et les destroyers HMS Nubian et HMS Mohawk), envoyée dans le canal d'Otrante pour attaquer les convois italiens comme action de diversion et complémentaire à l'attaque à la torpille sur la base de Tarente. Au même moment, des navires italiens aperçoivent également des navires britanniques, mais la disparité des forces est énorme: vers 1h25, les navires britanniques ouvrent le feu et en peu de temps, les quatre transports sont coulés ou incendiés (la destruction du convoi est achevée à 1h53, avec 25 victimes et 140 survivants, dont 42 blessés, parmi les équipages des cargos coulés),,. Le Catalani a coulé vers 2h00, le Capo Vado et le Antonio Locatelli une heure plus tard, le Premuda à 4h15. Alors que le Nicola Fabrizi passait résolument à la contre-attaque, essayant d'attaquer les unités britanniques et de détourner leur attention du convoi, et subissant de lourds dommages (ainsi que 11 morts et 17 blessés) dans cette tentative, le Ramb III tirait 17 (ou 19 ) coups avec ses quatre canons de 120 mm, puis se retirait et quittait la scène de la bataille, afin d'éviter la destruction,.

Le croiseur auxiliaire, après avoir signalé l'incident par radio, est arrivé indemne à Bari le lendemain matin,. Le commandant De Angelini a été sanctionné pour avoir quitté le lieu de l'action alors que le combat était encore en cours,.
Le 12 décembre 1940, le Ramb III est placé sous le contrôle direct de Supermarina et pendant plus d'un mois, il est utilisé pour le transport de troupes, de fournitures et de provisions dans le Dodécanèse, puis escorte un navire vers l'Afrique du Nord. À partir du 15 janvier 1941 (pour d'autres sources, à partir du printemps de la même année), le croiseur auxiliaire, sous les ordres du commandant Giuseppe Arienti, est à nouveau affecté à la tâche d'escorter les convois vers la Libye, en particulier sur la route Naples-Tripoli, ainsi que de transporter de la viande pour les troupes opérant dans ces territoires (en fait, ses cales réfrigérées étaient adaptées à cet effet), accomplissant un service très intense.
Le 5 mars 1941, le Ramb III, ainsi que les torpilleurs Orion et Pegasus, quittent Tripoli et escortent vers Naples un convoi de vapeurs allemands: les Castellon, Ruhr et Maritza: les navires arrivant à destination le 7 mars.
Le 7 avril de la même année, le navire est la première unité à atteindre Benghazi, tout juste reconquise par les forces de l'Axe, en transportant des fournitures, des armes et des explosifs. Entre le 17 et le 21 avril, le Ramb III, lors de fortes attaques aériennes ennemies, a contribué, en manœuvrant et en tirant avec son armement, à éviter la destruction de 500 tonnes de munitions.
Le 30 mai 1941, l'unité est torpillée par le sous-marin britannique HMS Triumph alors qu'elle se trouvait dans le port de Benghazi: en raison de l'affluence dans le port, le navire avait la proue dépassant d'une trentaine de mètres de la digue et à 19h30 (pour d'autres sources à 19h45), il est touché par l'une des deux torpilles lancées à 19h25 par le sous-marin britannique à quelques milliers de mètres,.
La torpille a gravement endommagé la proue, mais, grâce à l'étanchéité des cales frigorifiques, le navire n'a pas coulé, reposant simplement sa proue sur le plancher du port. Toute la partie centrale et arrière du navire a conservé une flottabilité suffisante et les moteurs n'ont pas été endommagés. Comme il n'était pas possible d'effectuer les travaux de réparation nécessaires avec les moyens disponibles sur place, la décision a été prise d'enlever toute la partie avant, gravement endommagée et inondée, jusqu'à la hauteur de la cale numéro 3, en renforçant en même temps la cloison étanche bordant ce compartiment, de manière à ramener le navire, qui pour le reste de la coque était en bon état, à la flottabilité. Ces travaux, effectués dans les jours suivant immédiatement le torpillage, ont entraîné le déchargement complet du navire et le débarquement des canons de proue et des pics de cargaison.Après le renforcement de la cloison étanche, la proue a été séparée du reste du navire par la détonation de quelques petites charges explosives. Après le levage, le croiseur auxiliaire a été lesté afin de pallier l'inclinaison et de rétablir l'assiette longitudinale et transversale.. Cependant, comme la cloison avant s'est avérée insuffisamment solide pour permettre une navigation normale dans des conditions de sécurité, le directeur technique Giovanni Mimbelli et le commandant Arienti ont décidé d'affronter la navigation vers l'Italie en marche arrière, avec l'aide d'un remorqueur, qui aurait remplacé le gouvernail (inutilisable dans de telles conditions). En quittant Benghazi le 21 août, le Ramb III, avec les moteurs en pleine marche arrière (la vitesse autorisée ne dépassait pas trois nœuds) et remorqué par un remorqueur, a affronté la navigation de la Libye à la Sicile, en naviguant dans de telles conditions le long du canal de Sicile (pour d'autres sources, le navire n'est pas passé de Sicile, mais de Benghazi il a fait route vers Brindisi, où il est arrivé le 25 août). De la Sicile, le croiseur auxiliaire est remorqué à Trieste (en s'arrêtant à Brindisi, Bari et Ancône), où il arrive le 20 septembre 1941 et est soumis aux travaux de grande réparation et de reconstruction de la partie avant dans les chantiers de San Marco,. De Benghazi à Trieste, le Ramb III avait parcouru en tout 597 miles (pour d'autres sources 925), avec 219 heures de mouvement, le tout en marche arrière. Le commandant Arienti est débarqué (il sera tué plus tard lors d'un bombardement aérien), tandis que l'ingénieur en chef Mimbelli reste à bord du Ramb III jusqu'à la fin des travaux.
Peu après 13h10 du 1er février 1943, le Ramb III, qui naviguait vers Palerme, aperçoit quelques naufragés à la position géographique de 38° 13′ N, 12° 50′ E (7 milles par 060° du Cap San Vito Siculo) : il s'agissait des survivants du cargo à vapeur Pozzuoli, torpillé et coulé peu avant (touché par deux torpilles à 12h11 et coulé en une minute) par le sous-marin britannique HMS Turbulent. Le navire a donc viré vers le nord, afin de récupérer les survivants, mais peu après, il a viré à nouveau vers l'est et a jeté quelques grenades sous-marines dans l'eau, puis s'est arrêté et a commencé le travail de récupération des survivants. À 14h08, cependant, le HMS Turbulent a tiré une torpille depuis ses tubes d'étambot sur le Ramb III: une minute et demie après le lancement, le croiseur auxiliaire a redémarré et évité la torpille, qui est passée à l'arrière de lui,,.

### Kiebitz
Lorsque l'armistice est proclamé le 8 septembre 1943 (Armistice de Cassibile), le Ramb III se trouve dans le port de Trieste, amarré à la cinquième jetée (jetée Carboni) du port Duca d'Aosta, à côté du navire marchand armé allemand John Knudsen. Dans la nuit du 8 au 9 septembre, les unités et divisions allemandes déployées dans la région ont reçu l'ordre de monter la garde et de ne permettre à aucun navire italien de quitter le port. Le matin du 9 septembre, le Ramb III, comme les autres navires italiens à Trieste, reçoit un câble avec l'ordre de partir et de se rendre aux Alliés. Après avoir reçu cet ordre, le croiseur auxiliaire a jeté l'ancre, mais a été immédiatement pris sous le feu du John Knudsen: l'équipage italien réagit en ouvrant le feu avec une mitrailleuse et en armant le canon arrière, se préparant à ouvrir le feu avec celui-ci, mais les hommes du Knudsen montent à bord et capturent le navire italien, se plaçant devant les canons et les mitrailleuses et ouvrant le feu sur la corvette Berenice, qui tentait de quitter le port et est coulée avec l'aide d'autres navires et de canons terrestres (touchée au gouvernail par le tir d'un canon anti-aérien, la corvette commence à se retourner, devenant une cible facile, et peu après huit heures du matin, après une vingtaine de minutes de combat, elle coule avec la perte de 80 de ses 97 hommes),.
Incorporé dans la Kriegsmarine en tant que transport, le navire a d'abord conservé le nom de Ramb III. Le 13 novembre 1943, le Ramb III, ainsi que trois pontonniers de type "Siebel" et plusieurs unités plus petites, débarquent des unités du 71. Infanterie-Division sur les îles dalmates de Cres, Krk et Lošinj, dans le cadre de l'opération "Herbstgewitter" ("Tempête d'automne"), qui comprenait une série d'opérations amphibies pour la récupération des îles de Krk, Cres et Lošinj, occupées par les partisans yougoslaves.
Plus tard, l'unité a été transformée en chasseur de mines, avec l'ajout à l'armement de trois mitrailleuses lourdes Breda de 37/54 mm, pour une utilisation anti-aérienne, ainsi que l'équipement pour le transport et la pose de mines (l'équipage a été réduit à trois officiers et 64 sous-officiers et marins). Rebaptisé Kiebitz, le navire entre en service pour la Kriegsmarine le 15 février 1944, participant à des opérations contre les îles de la côte dalmate et à des missions de pose de mines. De mars à novembre 1944, le Kiebitz, ainsi que l'ex-mouilleur de mines italien Fasana, ont posé un total d'environ 5 000 mines dans les eaux de l'Adriatique (jusqu'au sud d'Ancône).
La première mission en tant que mouilleur de mines, le 18 mars 1944, est brusquement interrompue en raison de la perte du torpilleur TA 36, l'ancien Stella Polare italien. Cette unité, en effet, alors qu'elle posait des bouées indiquant le point où le Kiebitz allait lâcher des mines, à 17h10, a touché une mine qui a détruit sa proue, coulant avec la mort de 46 hommes. Le Kiebitz a récupéré les survivants et est retourné au port.
Le 13 juillet 1944, au cours d'une nouvelle mission, le Kiebitz, en raison d'une panne de moteur, heurte deux de ses propres mines, causant de très graves dommages : malgré tout, le mouilleur de mines, aidé par le torpilleur TA 38 (ex Spada italien), a pu retourner à Pola. Transféré à Trieste, le navire reste en réparation jusqu'au 7 août. Au mois d'août, l'activité de pose de mines reprend, rendue de plus en plus difficile par les pannes continuelles, notamment aux hélices.
L'activité de pose de mines a été particulièrement intense en septembre 1944 : au cours de cinq missions différentes, dans les nuits du 8 au 9 septembre, du 10 au 11, du 16 au 17, du 27 au 28 et du 28 au 29, le navire a posé les champs de mines "Murmel 6-10", "Murmel 11-12", "Waschbär", "Murmel 16-17" et "Murmel 19-20" respectivement.
Le 3 novembre 1944, le Kiebitz, escorté par les torpilleurs TA 40, TA 44 et TA 45, tous anciens Italiens, effectue la pose d'un champ de mines défensif en Haute Adriatique.
Deux jours plus tard, lors d'un bombardement aérien américain sur Fiume, le mouilleur de mines, qui était amarré près de la Riva Ammiraglio Thaon de Revel dans le port de Rijeka, est touché par trois bombes larguées par des quadrimoteurs américains et, après un furieux incendie provoqué par une bombe qui avait touché un dépôt de carburant, coule après quelques heures, reposant sur un fond d'environ 20 mètres de profondeur, avec le pont complètement submergé, tandis que les mâts, une partie des emplacements de canons et les superstructures émergeaient. Au cours du même raid, le torpilleur TA 21 (ex-Isidioso italien) et le chasseur de sous-marins G 104 ont été coulés, tandis que deux entrepôts situés sur le Molo Genova ont été à moitié détruits.

### Galeb
A la fin de la guerre, le Kiebitz est renfloué par la Marine militaire yougoslave et remis en état à Pula avec des travaux qui ont duré de 1948 à 1952. Initialement rebaptisé Mornar (marin), il reçoit le nom définitif de Galeb. En 1959, il est à nouveau réaménagé.

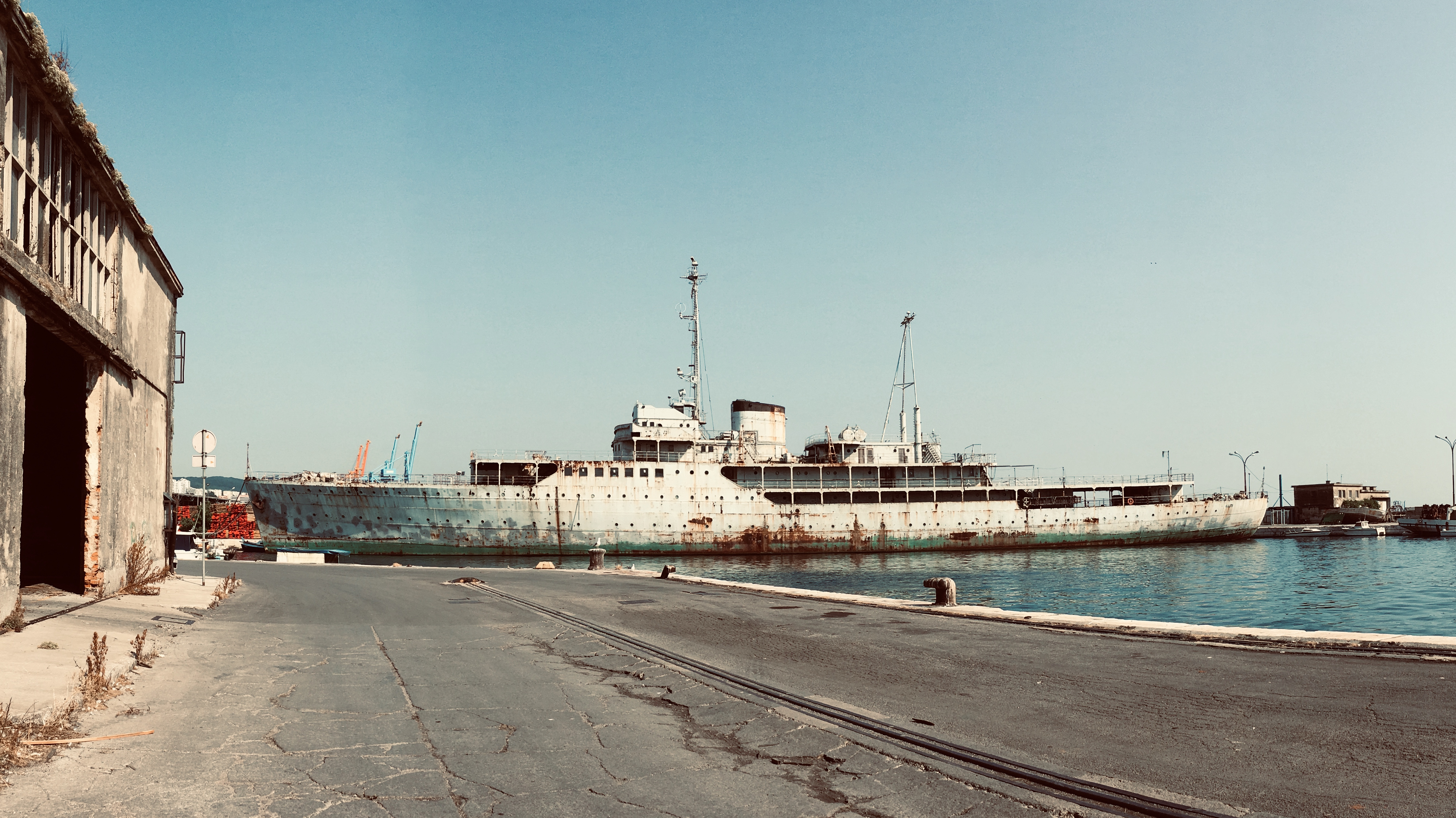
Le Galeb dans un port près de Rijeka en 2019

Pendant son service dans la marine yougoslave, il est utilisé comme navire de formation pour les officiers stagiaires de la marine yougoslave et comme yacht présidentiel pour les voyages du président Josip Broz Tito qui s'en sert souvent pour se rendre dans sa résidence des îles Brijuni et l'envoie à Pula accueillir des visiteurs de marque étrangers, dans le cadre de sa politique de non-alignement. Le navire a ainsi navigué 549 jours, dont 308 avec Tito à bord, couvrant 86 062 miles, accostant dans des ports de 18 États et accueillant 102 chefs d'État et de gouvernement. Dans ce service, le Galeb présente un aspect profondément modifié par rapport à celui du Ramb III-Kiebitz.
Avec l'effondrement de la Yougoslavie, le navire est attribué au gouvernement du Monténégro et laissé à l'abandon près de la baie de Boka Kotorska. Quelques années plus tard, il est vendu à un homme d'affaires grec pour une éventuelle restauration qui n'a pas été réalisée et il est actuellement amarré dans un port près de Rijeka en attendant une décision sur son sort.

## Note et référence
- (en) Cet article est partiellement ou en totalité issu de l’article de Wikipédia en anglais intitulé « Ramb III » (voir la liste des auteurs).

1. 1 2 3 4 5 6 7 8  Rolando Notarangelo, Navi mercantili perdute, Roma, Ufficio Storico Marina Militare, 1997 (ISBN 978-88-98485-22-2)
2. ↑  « RAMB III »
3. 1 2  « RAMB II »
4. ↑  Navypedia.
5. ↑  Incrociatori ausiliari.
6. ↑  Naval History – 1940, June.
7. 1 2 3  Giorgio Giorgerini, Uomini sul fondo. Storia del sommergibilismo italiano dalle origini a oggi, Mondadori, 2002, p. 264,  (ISBN 978-88-04-50537-2).
8. 1 2 3  HMS Rainbow – Uboat.net.
9. ↑  Naval History – 1940, Octobre.
10. ↑  Seekrieg – 1940, Octobre.
11. 1 2 3  Enrico Cernuschi, Le reni della Grecia, in Storia Militare, n. 217, octobre 2011.
12. ↑  Histoire navale.
13. 1 2 3 4 5 6  Giorgio Giorgerini, La guerra italiana sul mare. La Marina tra vittoria e sconfitta, 1940-1943, Mondadori, 2002, pp. 221-222,  (ISBN 978-88-04-50150-3).
14. 1 2 3 4  Gianni Rocca, pp. 58-59.
15. 1 2  Trentoincina.
16. ↑  Regiamarina.net.
17. ↑  Naval History – 1940, Novembre.
18. ↑  Situation navale, militaire et aérienne du 7 novehttps://upload.wikimedia.org/wikipedia/commons/b/b4/Button_category03.pngmbre à midi au 14 novembre à midi, 1940.
19. ↑  Secondo altra fonte Le Ramb III a été endommagé dans le crash.
20. 1 2 3 4 5 6 7  Novecento miglia in retromarcia.
21. ↑  Naval History – 1941, March.
22. ↑  C'est ce qui est rapporté dans le libre de G. Alfanoà la page 44, cependant, compte tenu des caractéristiques des torpilles de l'époque, la distance devait être inférieure à deux kilomètres.
23. ↑  Historisches Marinearchiv.
24. ↑  La nouvelle de sa récupération et de son retour en Italie est tirée de G. Alfano, qui affirme avoir reçu l'information "il y a plus de vingt ans, de la part du second officier de pont de l'époque du Ramb III.
25. 1 2 3  HMS Turbulent – Uboat.net.
26. ↑  Historisches Marinearchiv.
27. ↑  Cet épisode contraste toutefois avec d'autres sources, qui affirment que le "Ramb III" est resté à Trieste pour travailler jusqu'en septembre 1943.
28. 1 2 3  Betasom.
29. 1 2  Seekrieg – 1943, Novembre.
30. ↑  Nom allemand pour le vanneau.
31. ↑  Enrico Cernuschi, La Kriegsmarine in Mediterraneo. Parte 3ª, in Storia Militare, n. 208, Janvier2011
32. 1 2 3 4  Seekrieg – 1944, Novembre.
33. ↑  Sous-événement.
34. ↑  Seekrieg – 1944, Septembre.
35. ↑  D'autres sources donnent plutôt la date du 15 novembre au lieu du 5.